# Alfonso Tirado Osuna
Alfonso Tirado Osuna (La Palma Sola, Mazatlán 12 de mayo de 1902- Culiacán Rosales, 10 de junio de 1938), popularmente conocido como "Poncho" Tirado, fue un contador, comerciante, ingeniero civil y político que del 1 de enero de 1933 al 31 de diciembre de 1934 ejerció como el 13° Presidente constitucional del municipio de Mazatlán, Sinaloa. Don Alfonso Tirado ha sido adoptado por la cultura popular como una personalidad mazatleca a la cual se le han dedicado reportajes, libros, homenajes, canciones, corridos, y próximamente un filme biográfico dirigido por Roberto Rochín.

## Biografía

### Estudios y primeros años
Nació en el poblado de la Palma Sola el 12 de mayo de 1902, hijo de los hacendados Carlos R. Tirado (Rojas) y Rutilia Osuna Tirado. Cursó su secundaria en Mazatlán, Sinaloa y su educación media superior en Guadalajara, Jalisco, egresando como contador comercial en 1921. Posteriormente, viajó a Oakland, California a estudiar ingeniería civil en Saint Mary's College, de la cual egresó en 1923.
Para 1933 ya era dueño de diferentes comercios en Mazatlán, una vinata en La Palma y el ingenio azucarero de El Guayabo, representando de esta manera los intereses de los terratenientes en las luchas agraristas. La vinata fue fundada por su padre, Don Carlos Tirado, en 1850 y nombrada como planta de mezcal “Fabrica de Mezcal La Palma”.

### Presidencia de Mazatlán
A mediados de 1932, fue candidato a la presidencia municipal de Mazatlán. En noviembre de este año, obtuvo una victoria sobre su contrincante Jesús I. Escobar. Su administración se caracterizó por la honradez y la consecución de buenas mejoras materiales en el puerto. No cobró sueldo nómina durante su periodo en funciones. Otorgó también sistemas de becas para los hijos de las familias en situación de pobreza. Todos sus gastos de representación los cubría de su bolsillo, estaba convencido de que el dinero municipal debía ser destinado para servir a la comunidad. Suministró abundantes medicamentos para los enfermos menos favorecidos. Suministró abundantes medicamentos para los enfermos menos favorecidos. No consintió que se otorgaran beneficios extraordinarios a algunos empleados municipales; se negó a pagar con dinero del ayuntamiento un dispendioso banquete ofrecido a Plutarco Elías Calles, en el lujoso Hotel Belmar; argumentó que el dinero del pueblo no era para eso; a cambio, le propuso al diputado Ignacio Lizárraga “el chicuras” pagar la cuenta entre los dos, cosa que este no aceptó.

### Después de su administración
Al término de su mandato como alcalde del puerto, Poncho, como solían llamarle y como hasta la fecha se le conoce, retornó a sus labores agroindustriales. En ese entonces, se convirtió en una persona sumamente popular. Sus amistades lo animaban a competir por la gubernatura de Sinaloa; su nombre empezaba a sonar para la sucesión de 1940. Es de vox populi la ventaja que llevaría sobre su contrincante al puesto de gobernador del estado.

### Asesinato
Después de regresar de un viaje a la Ciudad de México, el 4 de junio de 1938, Alfonso salió de Mazatlán con destino a Culiacán, para arreglar algunos negocios. Se hospedó, como siempre, en el Hotel Rosales de Culiacán. La tarde del día 10, después de atender sus asuntos y de entrevistarse con Alfredo Delgado, gobernador del estado, se fue al bar del citado hotel, donde departía con su primo Alberto y unos amigos. De pronto, se presentó Alfonso “La Onza” Leyzaola,  jefe de la Policía Judicial, considerado un hombre siniestro y matón, a quien se le imputaban más de un centenar de asesinatos. Leyzaola, era un pistolero que fue comisionado al servicio del gobernador Alfredo Delgado y el diputado Rodolfo T. Loaiza, ya que Tirado era un importante rival y obstáculo político para este último en la carrera hacía la gubernatura del Estado. Leyzaola, entonces, se sentó a la mesa con Tirado y sus amigos. Al menor pretexto, pues ya llevaba la consigna de matarlo, le disparó a boca de jarro a Alfonso Tirado, en tres ocasiones. Silvano Pérez Ramos, llegó en ese momento y auxiliado de su chofer lo trasladaron  aun con vida a un sanatorio particular muriendo en la mesa de operaciones el 10 de junio de 1838.
Cuando Alejandro Barrantes Gallardo, Agente del Ministerio Público, arribó al lugar de la escena del crimen para que diera fe de los hechos y se iniciaran las primeras diligencias, ordenó que se sellase la habitación del mazatleco Alfonso Tirado y ordenó las primeras prevenciones al administrador del hotel, Miguel D. Crisantes para que dejara el mobiliario en la posición en que estaba y que no se moviera nada, hasta que se llevaran a cabo las primeras actuaciones en el lugar de los hechos. Igualmente previno a los asistentes del lugar que estuvieran atentos al llamado de la autoridad, para tomarles sus respectivas declaraciones en calidad de testigos.
Hay que aclarar que desde el día siguiente de los hechos Alfonso Leyzaola fue detenido y encerrado en la penitenciaría. Alfonso Leyzaola en su declaración alegó que le había dado muerte a Tirado en “legítima defensa” y sus abogados siempre esgrimieron argumentos para beneficiarlo bajo esa premisa, con la excluyente de responsabilidad, prevista en las disposiciones penales. Leyzaola fue finalmente sentenciado a cumplir pena de cuatro años de prisión ordinaria, por el delito de homicidio en riña, cometido en la persona de Alfonso Tirado. Al tiempo, en Badiraguato, Leyzaola pagó con su vida tan artero crimen.
En enero de 1944, Manuel Sandoval "El Culichi", José "El Guerillo" Salcido y Germán Tirado, hermano de Poncho, sabían que el Carnaval se acercaba y que era un buen momento para vengar el asesinato de Poncho Tirado. El domingo 21 de febrero en el salón Andaluz del Hotel Belmar, se celebraba el baile principal de la reina del Carnaval. El grupo vengador de Poncho Tirado (entre ellos el Gitano), asesina a la media noche a Rodolfo Tostado Loaiza. Balas perdidas matan a un fotógrafo americano y a un actor de cine famoso. Los integrantes del grupo vengador salen del Hotel Belmar y se dirigen al panteón de la Palma Sola

### Legado
Su cadáver fue trasladado a Mazatlán. En la estación del ferrocarril del puerto, fue recibido por miles de personas. Gente de Mazatlán y campesinos venidos de distintos poblados, escoltaron su cadáver hasta La Palma Sola. Su funeral fue muy concurrido y recordado. Hubo muestras de repudio popular por este artero crimen. Estudiantes de medicina de la UNAM, de la Confederación Nacional de Estudiantes y de varios estados de la república, a quienes Tirado había apoyado económicamente en sus labores de servicio social en el sur de Sinaloa, protestaron enérgicamente y solicitaron castigo para el asesino.

#### Cultura popular
Don Alfonso Tirado ha sido adoptado por la cultura popular como una personalidad mazatleca a la cual se le han dedicado reportajes, libros, homenajes, canciones, corridos, y próximamente un filme biográfico dirigido por Roberto Rochín. Entre las canciones en las que se le homenajea se encuentran "Poncho Tirado" interpretada por Antonio Aguilar, y el Sinaloense interpretada por Juan Gabriel. De acuerdo con la empresa de destilado de agave Los Osuna, descendientes en quinta generación de Alfonso Tirado continuaron con el legado de la vinata convirtiéndose en la empresa mexicana que hoy es.

#### 80 aniversario luctuoso
En 2018 se cumplieron 81 años del aniversario luctuoso del Sr. Poncho Tirado, motivo por el cual en el Centro Cultural Multiversidad se llevó a cabo una platica y rueda de prensa en la cual asistieron familiares y descendientes del linaje Tirado, entre ellos sus nietos Alfonso Octavio Tirado Vico y la señorita Claudia Regina Tirado Hernández.